# Jordløse Højvang

Lage

Der Runddysse Jordløse Højvang (auch Jorløse genannt) liegt am Haastrupvej 28, bei Jorløse südöstlich von Haarby auf der dänischen Insel Fünen. Die Megalithanlage aus der Jungsteinzeit ist Fünens größter Runddysse und wurde von den Leuten der Trichterbecherkultur (TBK) zwischen 3500 und 2800 v. Chr. errichtet.

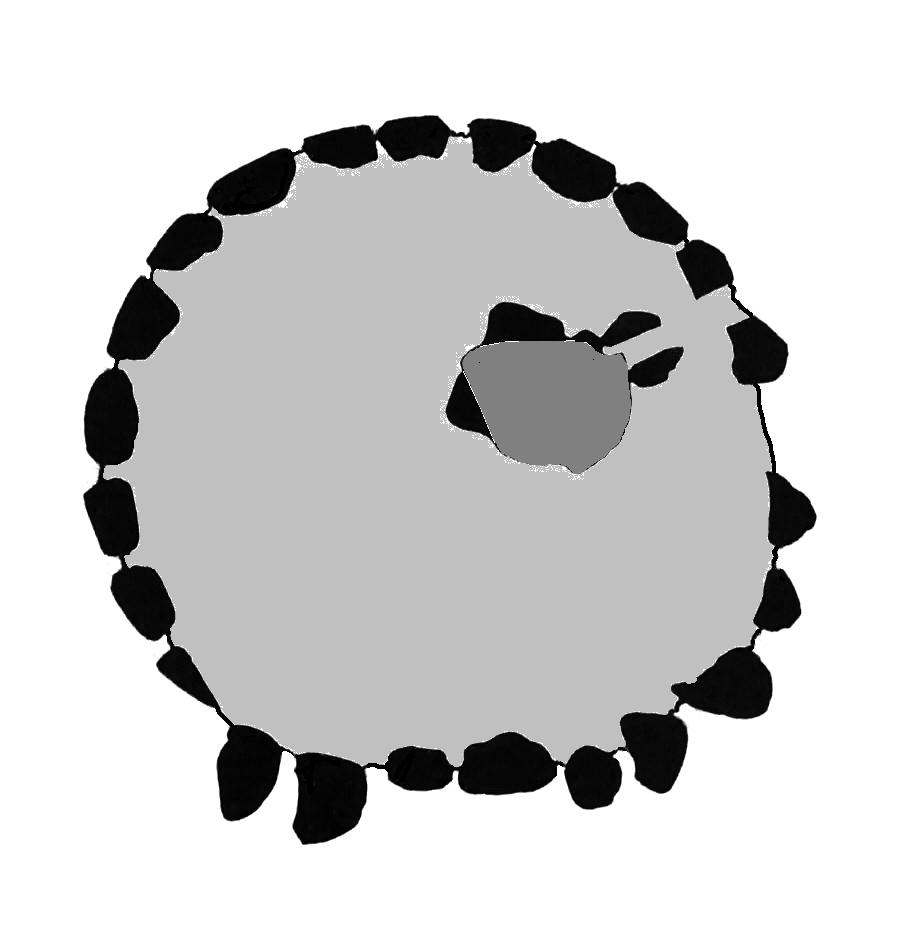
Grundriss eines Runddysse von oben gesehen, hier mit außermittiger Kammer

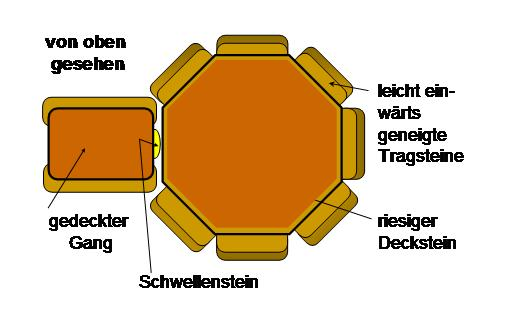
Schema Polygonaldolmen von oben gesehen

## Beschreibung
Der gut erhaltene Dolmen liegt in einem Garten hinter einem Privathaus in den Resten eines 1,1 bis 1,2 m hohen Rundhügels von 15 bis 16 m Durchmesser, umgeben von einer fast vollständigen Randsteineinfassung aus 21 teils großen Steinen. Einige davon sind verlagert bzw. durch Sprengung beschädigt.
In der Mitte liegt die rechteckige Nord-Süd orientierte Kammer mit zwei Tragsteinen auf jeder der drei Seiten und einem Schwellenstein über die volle Breite der südlichen Schmalseite. Ein mächtiger Deckstein bedeckt die halb eingesenkte Kammer des Polygonaldolmen.
Der Dolmen hat große Ähnlichkeit mit den 12 Kilometer entfernt liegenden Dolmen von Dreslette. Wenig mehr als zwei Kilometer entfernt liegen die gestörten Damsbo Smuttehaver Runddysser 1 + 2.